# Robert Nünlist
 (septembre 2010).
Si vous disposez d'ouvrages ou d'articles de référence ou si vous connaissez des sites web de qualité traitant du thème abordé ici, merci de compléter l'article en donnant les références utiles à sa vérifiabilité et en les liant à la section « Notes et références ».
Robert Nünlist, né le 17 février 1911 à Aarau et mort le 4 décembre 1991 à Niedererlinsbach, est un militaire suisse. Il fut notamment 28e commandant de la Garde suisse pontificale.

## Biographie
En 1937, il se maria avec Alice Degen, native d'Olten, qui lui donna deux filles et un fils.
En 1957, le pape Pie XII le nomme au commandement de la garde. Il était auparavant dans l’armée suisse, colonel à l'état-major général du 2e Corps d'armée, et commandant de l'École d'infanterie de Lucerne.
Comme commandant de la Garde, il s'efforce d’assurer un meilleur fonctionnement du système et de veiller à l’amélioration des conditions de vie des soldats eux-mêmes par l'introduction du contrat de service fixé pour une période de deux ans. Ces changements, critiqués en interne, s'imposent à la suite du remplacement de Pie XII par Jean XXIII ; le nouveau pape inaugure en effet une série de voyages nécessitant l'aide de la Garde suisse pour assurer sa sécurité dans d'autres environnements. 
Le point d’orgue de la carrière de Robert Nünlist en tant que commandant fut d’assurer la sécurité lors du concile Vatican II (1962-1965). 
En 1963, Jean XXIII mourut et fut remplacé par Paul VI. Malade du cœur, Robert Nünlist dut quitter son poste de commandant de la garnison et retourner en Suisse. Il y passa les dernières années de sa vie en se retirant de la vie publique et mourut en 1991 après une brève maladie. 